# 卡舒埃里尼亞 (南里奧格蘭德州)
卡舒埃里尼亞（葡萄牙語：Cachoeirinha）是巴西的城鎮，位於該國南部，由南里奧格蘭德州負責管轄，始建於1966年5月15日，面積44平方公里，海拔高度17米，2011年人口118,294，人口密度每平方公里2,678.3人。
29°57′3″S 51°5′38″W / 29.95083°S 51.09389°W